# Alypia similis
Alypia similis là một loài bướm đêm trong họ Noctuidae.